# Jean Louisa Kelly
Jean Louisa Kelly est une actrice américaine, née le 9 mars 1972 à Worcester (Massachusetts).

## Biographie
Elle est principalement connue pour avoir incarné Kim Warner dans la série Oui, chérie !, de 2000 à 2006.  
Au cinéma, elle a tenu le rôle principal féminin de la comédie L'Oncle Buck de John Hughes dans lequel elle partage la vedette avec John Candy.
Elle participe aux films : Professeur Holland, Ant-Man, L'Appel de la forêt, Malignant et Top Gun: Maverick. 
A la télévision, elle joue dans plusieurs téléfilms :  Le Noël des petites terreurs, Prise au Piège,  Comment j'ai rencontré le prince charmant et La Force de l'espoir.
Elle a fait des apparitions dans les séries : Ally McBeal, Grey's Anatomy, Les Experts, Ghost Whisperer, New York, police judiciaire, Burn Notice, Les Experts : Miami et Scream Queens.
Mariée à James Pitaro depuis le 24 mai 1997, qui lui donnera deux enfants, elle est également une amie proche de Jennifer Garner.

## Filmographie

### Cinéma
- 1989 : Uncle Buck de John Hugues : Tia Russell
- 1992 : American Shaolin : Maria
- 1995 : The Fantasticks : Luisa Bellamy
- 1995 : Professeur Holland (Mr. Holland's Opus) de Stephen Herek : Rowena Morgan
- 1998 : Origin of the Species : Laura
- 1999 : A Stranger in the Kingdom : Athena Allen
- 2001 : Landfall : Marguerite Harris
- 2003 : Little Red Light (court-métrage) : Amanda Meyer
- 2005 : Aspects of Love : Jenny Dillingham
- 2010 : Public Access (court-métrage) : Nancy
- 2015 : Ant-Man de Peyton Reed : Buyer
- 2017 : The Neighbor : Lisa
- 2017 : The Bachelors de Kurt Voelker : Barbara Weston
- 2020 : L'Appel de la forêt de Chris Sanders : Katie Miller
- 2021 : Malignant de James Wan : Jane Doe / Serena
- 2022 : Top Gun: Maverick de Joseph Kosinski : Sarah Kazansky

### Télévision
- 1994 : Leçons de conduite (Breathing Lessons) (téléfilm) : Daisy
- 1994 : One More Mountain (téléfilm) : Mary Graves
- 1995 : Tad (téléfilm) : Julia Taft
- 1996 : Harvest of Fire (téléfilm) : Rachel
- 1996 : Princesse Starla et les joyaux magiques (Princess Gwenevere and the Jewel Riders) (série télévisée) : princesse Gwenevere (voix)
- 1997 : Homicide (série télévisée) : Sarah Langdon
- 1997 : Stolen Women, Captured Hearts (téléfilm) : Sarah White
- 1998 : Le Combat de Ruby Bridges (Ruby Bridges ) (téléfilm) : Jane Coles
- 1998 : The Day Lincoln Was Shot (téléfilm) : Lucy Hale
- 1998 : New York, police judiciaire (Law & Order) (série télévisée) : Coral Galvin
- 1998-1999 : Dingue de toi (Mad About You) (série télévisée) : Diane
- 1999 : Cold Feet (Téléfilm) : Shelley Sullivan
- 1999 : The Cyberstalking (Téléfilm) : Holly Moon
- 2000-2006 : Oui, chérie ! (Yes, Dear) (série télévisée) : Kim Warner
- 2001 : Ally McBeal (série télévisée) : Lisa
- 2006 : Grey's Anatomy (série télévisée) : Rose Ward
- 2008 : Ghost Whisperer (série télévisée) : Jennifer Quinlan/Nora Sutherland
- 2008 : Eli Stone (série télévisée) : Julie Lazer
- 2008 : La Nouvelle Vie de Gary (Gary Unmarried) (série télévisée) : Beth
- 2009 : Surviving Suburbia (série télévisée) : Melissa Mann
- 2009 : Le Noël des petites terreurs (The Three Gifts) de David S. Cass Sr. (téléfilm) : Cherie Green
- 2010 : Prise au piège (Locked Away) (téléfilm) : Chloé
- 2010 : The Glades (série télévisée) : Becky
- 2010 : Burn Notice (série télévisée) : Emily
- 2010-2013 : Hero Factory (série télévisée) : Natalie Breez/opératrice
- 2011 : Paul the Male Matchmaker (série télévisée) : Darla
- 2011 : Les Experts : Miami (CSI: Miami) (série télévisée) : Amy Wells
- 2012 : Les Experts (CSI: Las Vegas) (série télévisée) : Sheila DeMarcus
- 2013 : Une mère indigne (The Good Mother) (téléfilm) : Rachel
- 2013 : Comment j'ai rencontré le prince charmant (Friend Request) (téléfilm)
- 2014 : La Force de l'espoir (1000 to 1: The Cory Weissman Story) (téléfilm)
- 2015 : Scream Queens (série télévisée) : Delight Ulrich